# Округ Гејтс (Северна Каролина)
Гејтс (енгл. Gates County) је округ у америчкој савезној држави Северна Каролина.

## Демографија
По попису из 2010. године број становника је 12.197, што је 1.681 (16,0%) становника више него 2000. године.
| Група             | 2000.         | 2010.         |
| Белци             | 6.154 (58,5%) | 7.684 (63,0%) |
| Афроамериканци    | 4.120 (39,2%) | 4.044 (33,2%) |
| Азијати           | 26 (0,2%)     | 17 (0,1%)     |
| Хиспаноамериканци | 81 (0,8%)     | 173 (1,4%)    |
| Укупно            | 10.516        | 12.197        |